# اوبرویزنتال
شهر اوبرویزنتال (به آلمانی: Oberwiesenthal) در ایالت ، کوروت زاکسن در کشور آلمان واقع شده‌است.